# Ventile
Ventile je vysoce kvalitní tkaná bavlněná látka, kterou v době 2. světové války vyvinuli odborníci ve výzkumném zařízení bavlnářského průmyslu Shirley Institute v britském Manchesteru. Byla určena pro ochranné oděvy bojových pilotů, kteří chránili vojenské konvoje v Severním moři. Kombinézy z tohoto materiálu je měly ochránit před prochladnutím v ledové mořské vodě.
Ventile je registrovaná ochranná známka, v současnosti vyrábí tuto tkaninu švýcarská společnost Stotz, která ji na trh uvádí pod značkou EtaProof a britská firma Talbot Weaving Ltd. v Chorley v Lancashire.
Ventile je jak nepromokavá, tak větru odolná textilie. Tyto vlastnosti získala díky použití velmi dlouhých bavlněných vláken pro přízi, jež jsou utkána do velmi těsné vazby. Tato vazba je totiž o 30 % hustší než u běžných tkanin. Je-li tato textilie vystavena působení vlhkosti, vlákna vodu absorbují a zvětší svůj objem. Tím se zcela uzavřou mezery v osnově, což následně zabrání jakémukoli pronikání vody.
Tuto tkaninu mají dnes v oblibě lidé, kteří jsou z jakéhokoli důvodu nuceni trávit delší čas v přírodě vystaveni nepřízni počasí. Přednost jí dávají zejména různí pozorovatelé divoké zvěře a ptactva, protože na rozdíl od látek z umělých textilních vláken, jako je třeba Gore-Tex, nevydává při pohybu téměř žádný šelest. Oděvy z Ventile bývají také často ve výbavě polárníků.